# Elle King
Elle King, rodným jménem Tanner Elle Schneider, (* 3. července 1989 Los Angeles) je americká zpěvačka, kytaristka, banjistka a herečka. Její matkou byla modelka London King, otcem herec Rob Schneider. V roce 1999 hrála ve filmu Deuce Bigalow: Dobrej striptér, v němž hrál hlavní roli její otec (byl rovněž spoluautorem scénáře). V červnu 2012 vydala čtyřpísňové EP The Elle King EP (vydavatelství RCA a Fat Possum Records). V roce 2015 vydala své první dlouhohrající album s názvem Love Stuff a o tři roky později druhé, nazvané Shake the Spirit.